# Championnat de république démocratique du Congo de football 2000
Navigation
Saison précédente Saison suivante
La Linafoot 2000 est la 39e édition du championnat national, une compétition de football en République démocratique du Congo.

## Phase des groupes

### Groupe A
| Rang | Équipe       | Pts | J | G | N | P | Bp | Bc | Diff |  | Résultats (▼ dom., ► ext.) | Dcmp | Maz | Vet  | Raci |
| ---- | ------------ | --- | - | - | - | - | -- | -- | ---- |  | -------------------------- | ---- | --- | ---- | ---- |
| 1    | DCMP         | 9   | 6 | 3 | 0 | 0 | 6  | 0  | +6   |  | DCMP                       |      |     | 2-0* | 2-0* |
| 2    | TP Mazembe   | 6   | 3 | 1 | 0 | 0 | 2  | 0  | +2   |  | TP Mazembe                 |      |     |      | 2-0* |
| 3    | AS Veti Club | 6   | 0 | 0 | 0 | 2 | 0  | 4  | -4   |  | AS Veti Club               | 0-2* |     |      |      |
| 4    | TP Raci      | 6   | 0 | 0 | 0 | 2 | 0  | 4  | -4   |  | TP Raci                    |      |     |      |      |

### Groupe B
| Rang | Équipe        | Pts | J | G | N | P | Bp | Bc | Diff |  | Résultats (▼ dom., ► ext.) | Vcl | Ute | Tsh |
| ---- | ------------- | --- | - | - | - | - | -- | -- | ---- |  | -------------------------- | --- | --- | --- |
| 1    | AS Vita Club  | 8   | 4 | 2 | 2 | 0 | 7  | 1  | +6   |  | AS Vita Club               |     | 1-1 | 3-0 |
| 2    | SC Utexafrica | 6   | 4 | 1 | 3 | 0 | 3  | 2  | +1   |  | SC Utexafrica              | 0-0 |     | 1-0 |
| 3    | US Tshinkunku | 1   | 4 | 0 | 1 | 3 | 1  | 7  | -6   |  | US Tshinkunku              | 0-3 | 1-1 |     |

### Groupe C
| Rang | Équipe           | Pts | J | G | N | P | Bp | Bc | Diff |  | Résultats (▼ dom., ► ext.) | Sba  | Mbo | Lup |
| ---- | ---------------- | --- | - | - | - | - | -- | -- | ---- |  | -------------------------- | ---- | --- | --- |
| 1    | SM Sanga Balende | 5   | 4 | 1 | 2 | 0 | 2  | 0  | +2   |  | SM Sanga Balende           |      | 0-0 | 0-0 |
| 2    | OC Mbongo Sports | 4   | 4 | 1 | 1 | 0 | 2  | 0  | +2   |  | OC Mbongo Sports           |      |     |     |
| 3    | FC Lupopo        | 1   | 4 | 0 | 1 | 2 | 0  | 4  | -4   |  | FC Lupopo                  | 0-2* | 0-2 |     |

## Play-off
| Rang | Équipe           | Pts | J | G | N | P | Bp | Bc | Diff |  | Résultats (▼ dom., ► ext.) | Maz  | Sba | Vcl | Dcmp |
| ---- | ---------------- | --- | - | - | - | - | -- | -- | ---- |  | -------------------------- | ---- | --- | --- | ---- |
| 1    | TP Mazembe       | 16  | 6 | 5 | 1 | 0 | 11 | 2  | +9   |  | TP Mazembe                 |      | 2-1 | 2-0 | 2-1  |
| 2    | SM Sanga Balende | 8   | 6 | 2 | 2 | 2 | 7  | 5  | +2   |  | SM Sanga Balende           | 0-0  |     | 2-0 | 0-0  |
| 3    | AS Vita Club     | 5   | 6 | 1 | 2 | 3 | 4  | 10 | -6   |  | AS Vita Club               | 0-3  | 2-1 |     | 1-1  |
| 4    | DCMP             | 3   | 6 | 0 | 3 | 3 | 4  | 9  | -5   |  | DCMP                       | 0-2* | 1-3 | 1-1 |      |